# Euplexia chalybsa
Euplexia chalybsa là một loài bướm đêm trong họ Noctuidae.